# Purviniškė (okręg uciański)
Purviniškė – dawna wieś na Litwie, w okręgu uciańskim, w rejonie jezioroskim, w gminie Turmont.

## Historia
Miejscowość została wymieniona w polskim spisie ludności z 1921 roku jako zaścianek Purwiniszki, choć nie leżała w granicach Polski. Według tegoż spisu zamieszkiwały tu 23 osoby, wszystkie były wyznania rzymskokatolickiego. Wszyscy zadeklarowali także polską przynależność narodową. Były tu 3 budynek mieszkalne. Litewski spis z 1923 roku podawał, że kolonia liczyła 25 mieszkańców i obejmowała 3 budynki.
W 1959 roku wieś liczyła 9 mieszkańców, w 1970 roku – 6 mieszkańców, a w 1979 roku była już wyludniona.
Miejscowość została zlikwidowana w 1986 roku.